# Sokoto (Bundesstaat)

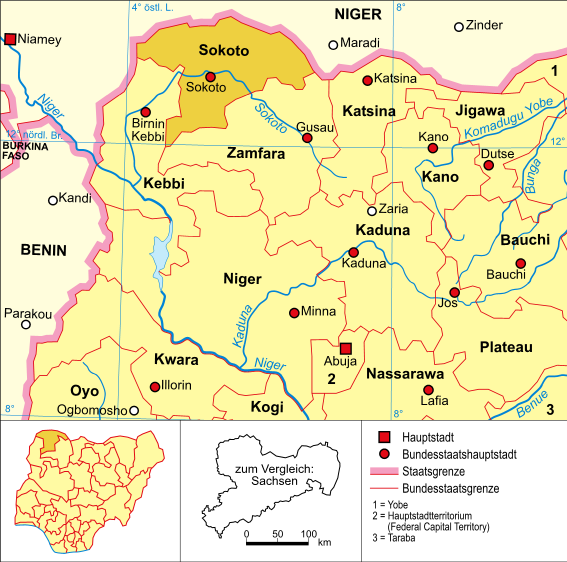
Lage von Sokoto in Nigeria

Sokoto ist ein Bundesstaat des westafrikanischen Landes Nigeria mit der Hauptstadt Sokoto, die mit 563.899 Einwohnern (2005) auch die größte Stadt des Bundesstaates ist.

## Geografie
Der Bundesstaat liegt im Nordwesten des Landes und grenzt im Norden an die Republik Niger, im Südwesten an den Bundesstaat Kebbi und im Südosten an den Bundesstaat Zamfara. Die südliche Grenze zum Bundesstaat Kebbi wird von dem Fluss Ka gebildet.

## Bevölkerung
Der Bundesstaat Sokoto hatte nach Angaben der Volkszählung im Jahr 1991 4.392.391 Einwohner, 2005 waren es nur noch 4.244.399. Im Durchschnitt leben 163 Einwohner pro Quadratkilometer.
Die große Mehrheit der Einwohner sind Haussa. Ebenso in der Mehrheit sind sunnitische Muslime, daneben gibt es auch eine schiitische und eine kleine christlich-animistische Minderheit. Die Rechtsgrundlage ist seit 2000 das islamische Recht, die Scharia. Gewalt gegen die christliche Minderheit ist nicht selten.

## Geschichte
Der Bundesstaat wurde am 3. Februar 1976 aus einem Teil des früheren Bundesstaates "North-Western" gebildet. Erster Gouverneur war von März 1976 bis Juli 1978 Umaru Muhammed. 1991 spaltete sich der Bundesstaat Kebbi, 1996 Zamfara als Bundesstaat ab. Gegenwärtiger Gouverneur ist seit 29. Mai 1999 Attahiru Bafarwa. Unter ihm wurde 2000 die Scharia als Grundlage des Staates eingeführt.

## Gouverneure und Administratoren
- Umaru Mohammed (Gouverneur 1976–1978)
- Gado Nasko (Gouverneur 1978–1979)
- Shehu Kangiwa (Gouverneur 1979–1982)
- Garba Nadama (Gouverneur 1982–1983)
- Garba Duba (Gouverneur 1984–1985)
- Garba Mohammed (Gouverneur 1985–1987)
- Ahmed Daku (Gouverneur 1987–1990)
- Bashir Magashi (Gouverneur 1990–1992)
- Yahya Abdulkarim (Gouverneur 1992–1993)
- Yakubu Mu'azu (Administrator 1993–1996)
- Rasheed Raji (Administrator 1996–1998)
- Rufai Garba (Administrator 1998–1999)

## Verwaltung
Der Staat gliedert sich in 23 Local Government Areas. Diese sind: Binji, Bodinga, Dange-Shuni, Gada, Goronyo, Gudu, Gwadabawa, Illela, Isa, Kebbe, Kware, Rabah, Sabon-Birni, Shagari, Silame, Sokoto North, Sokoto South, Tambuwal, Tangaza, Tureta, Wamako, Wurno und Yabo.

## Wirtschaft
Die Landwirtschaft ist der wichtigste Wirtschaftszweig. In ihr arbeiten 90 Prozent der erwerbstätigen Bevölkerung des Staates. Es werden Hirse, Mais, Reis, Bohnen, Weizen, Maniok, Kartoffeln, Erdnüsse, Baumwolle, Zuckerrohr und Tabak angebaut sowie eine Anzahl Obst- und Gemüsesorten geerntet. Dazu gehören: Orangen, Mangofrüchte, Bananen, Salat, Spinat, Kohl, Papaya, Guave und die Heilpflanze Eibisch.
Der Viehbestand im Bundesstaat wird auf etwa 15 Millionen Tiere geschätzt. Dazu gehören unter anderem Kamele, Schafe und Ziegen. Oyo ist auch ein Hauptlieferant von Leder für den Weltmarkt.